# Kulkas zamiolistý

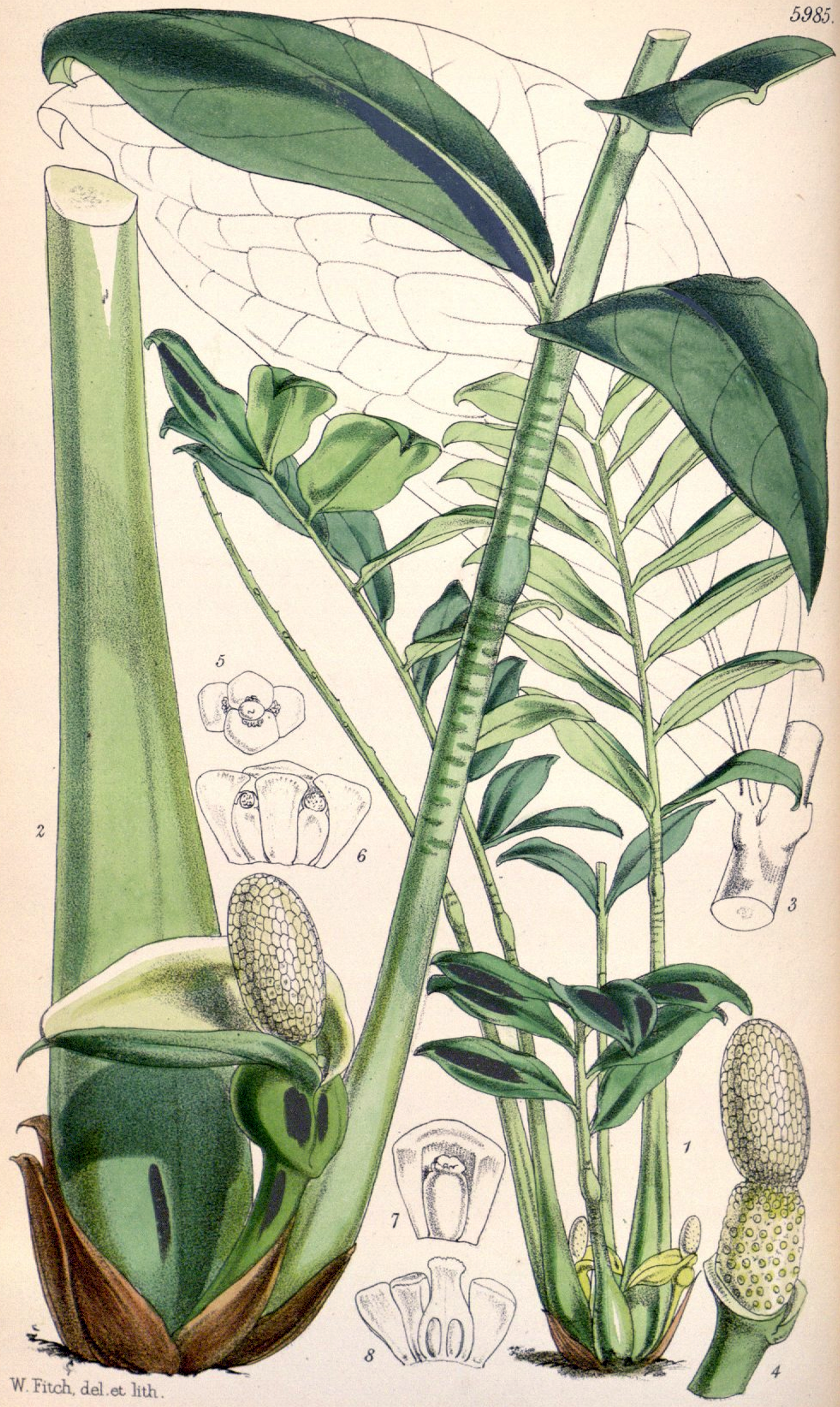
Ilustrace kulkasu z roku 1872

Kulkas zamiolistý (Zamioculcas zamiifolia) je druh rostliny z čeledi árónovité a jediný druh rodu kulkas. Je to sukulentní, vytrvalá bylina s krátkým podzemním oddenkem, z něhož vyrůstají dužnaté, zpeřené listy. Květenstvím je palice s toulcem, spočívající blízko povrchu země, plodem je bobule obalená vytrvalým okvětím.
Druh se přirozeně vyskytuje ve východní Africe v oblasti od Keni po jihoafrický Natal, kde roste zejména v podrostu tropických lesů.
Kulkas je poměrně často pěstován jako zajímavě vyhlížející pokojová rostlina, která se na trhu objevila až kolem roku 2000. Je využíván též v africké domorodé medicíně. Rostlina je známa schopností čistit vzduch v místnosti od znečištění těkavými aromatickými uhlovodíky.

## Popis
Kulkas je vytrvalá bylina s krátkým, tlustým, podzemním oddenkem, který je přeměněným stonkem rostliny. Rostlina vytváří i kořenové hlízy, v nichž se hromadí škrob. Listy jsou vzpřímené, zpeřené, dužnaté, se sukulentním, ztlustlým vřetenem, přecházejícím ve ztlustlý řapík vyrůstající z oddenku. Jednotlivé lístky jsou podlouhle eliptické, tlustě kožovité, se zpeřenou žilnatinou a síťovitými drobnými žilkami. Rostlina může růst buď celoročně nebo v suchém období prodělává dormantní fázi, při níž lístky opadají z vytrvalého vřetene. Květenství se rozvíjí u země a spočívá na velmi krátké stopce. Toulec je vně zelený, uvnitř bílý, i za plodu vytrvalý. Květy jsou jednopohlavné, se čtyřčetným okvětím. Zóna samičích květů je na palici oddělena od samčích květů zónou sterilních květů. Samčí květy obsahují 4 volné tyčinky. Ve sterilních květech je kyjovitý zakrnělý semeník (pistilodium). Semeník v samičích květech obsahuje 2 komůrky, v nichž je po 1 vajíčku, a nese velkou, diskovitě hlavatou bliznu.
Plodem je bílá, zploštěle kulovitá bobule, obsahující 1 nebo 2 semena a obklopená vytrvalým okvětím. Plody jsou uspořádány do elipsoidního, palicovitého plodenství. Semena jsou elipsoidní, hladká, hnědá, bohatá na škrob.

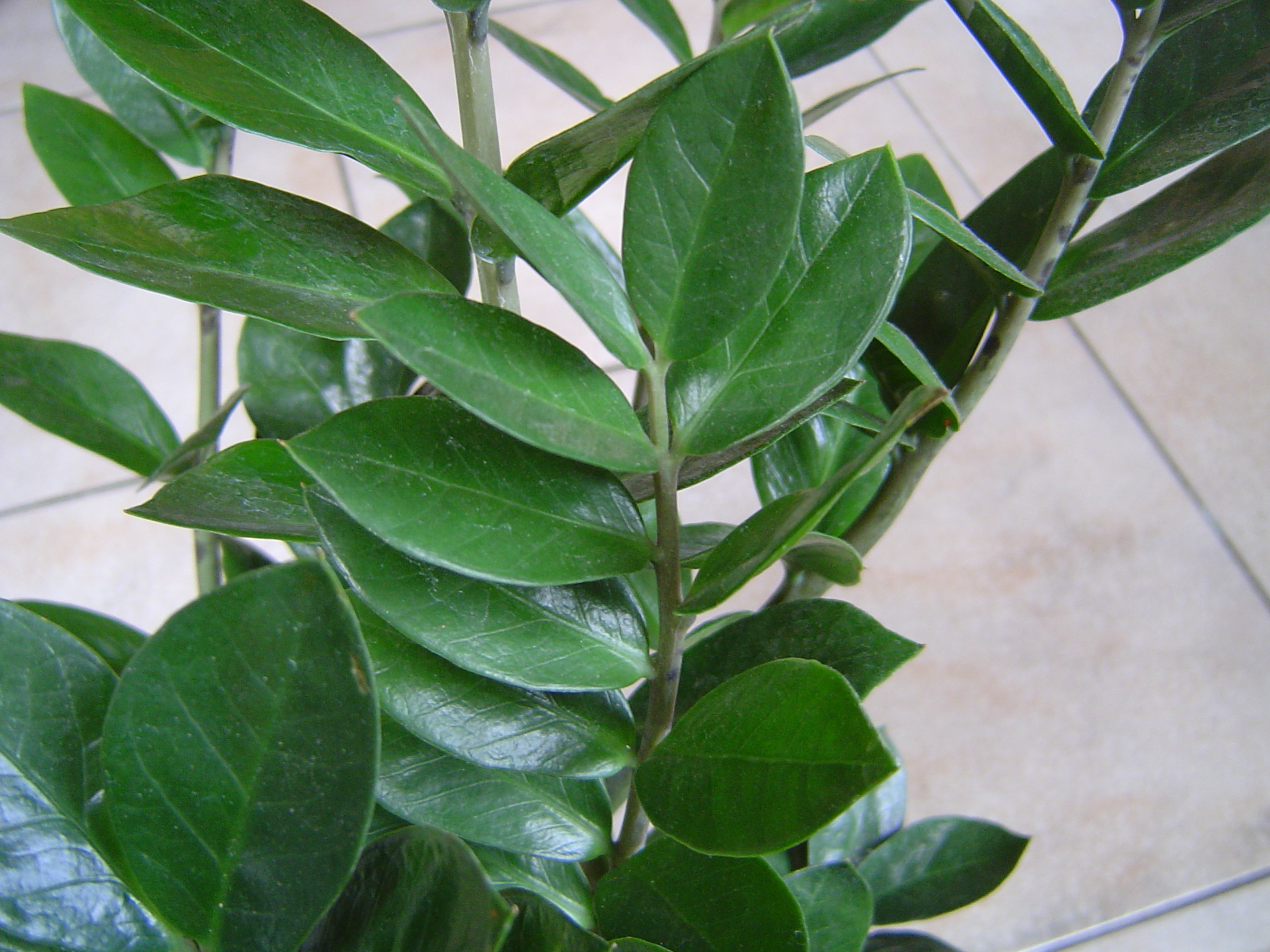
Listy kulkasu
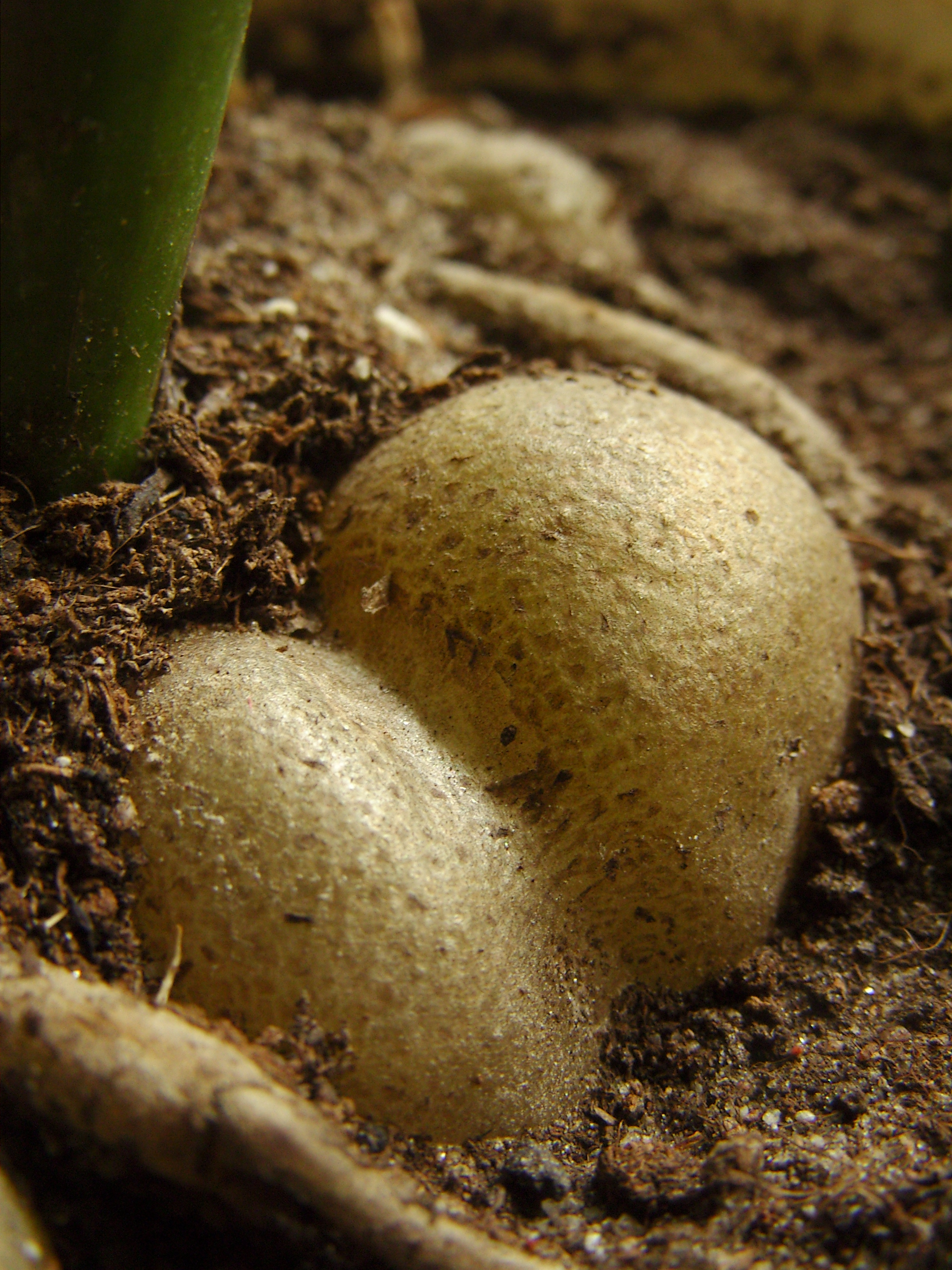
Oddenek kulkasu
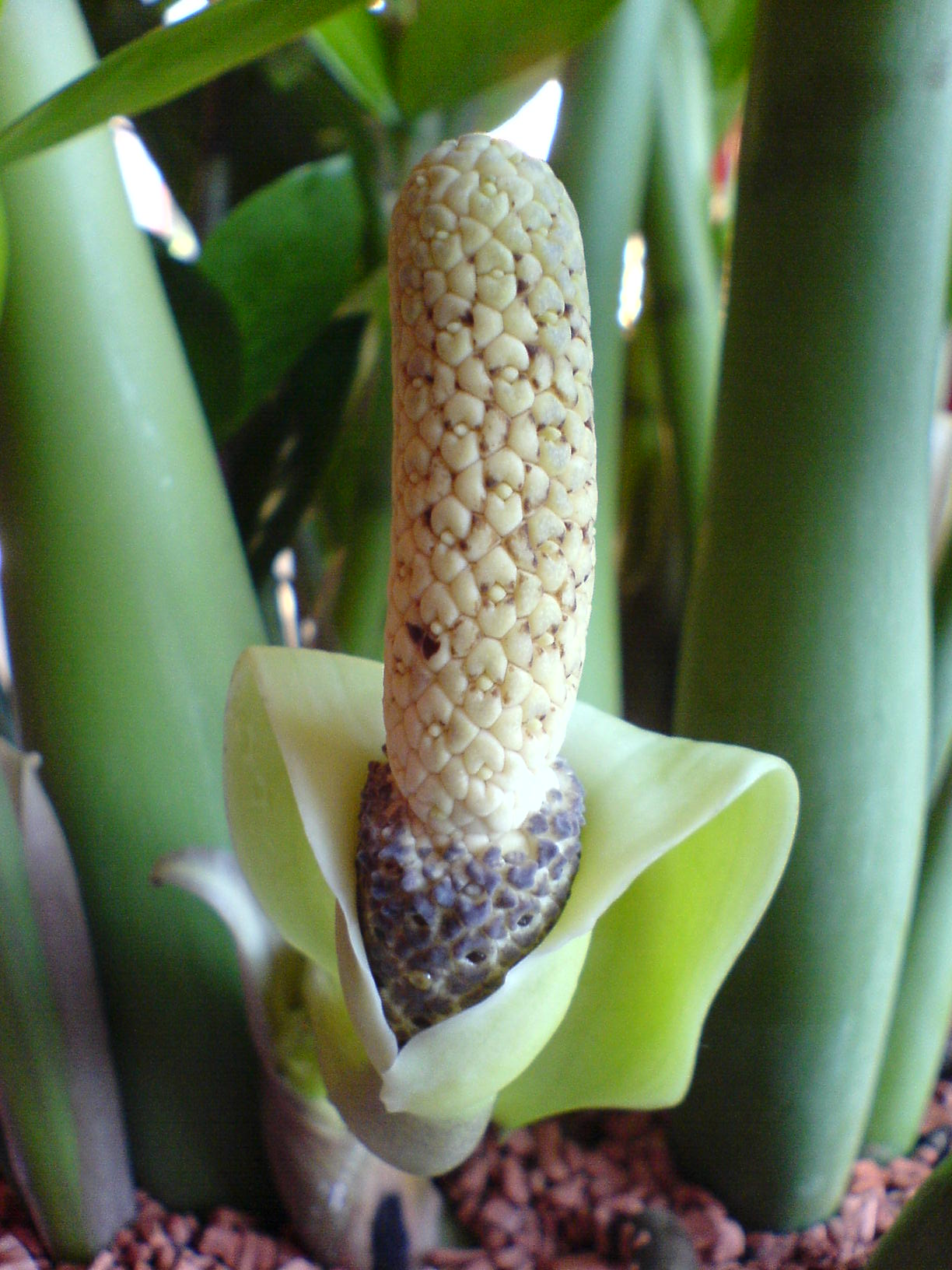
Květenství kulkasu

## Rozšíření
Druh se vyskytuje v tropické a subtropické východní Africe v oblasti od Keni po severovýchod Jihoafrické republiky (provincie KwaZulu-Natal).
Vytváří porosty v podrostu pobřežních lesů, kde roste na písčito-humózních půdách nebo na humusu akumulovaném mezi skalami, a také v podrostu vlhkých tropických pralesů a na savanách. Je schopen růst v silném zastínění i na osluněných stanovištích.
Na některých zahradnických internetových portálech je mylně uváděno, že rostlina pochází z Madagaskaru.

## Ekologické interakce
O způsobech opylování kulkasu nejsou dostupné žádné informace.

## Taxonomie
Rod Zamioculcas je spolu s rody Gonatopus a Stylochaeton řazen do podčeledi Zamioculcadoideae. Podle výsledků molekulárních studií představuje tato podčeleď sesterský klad podčeledi Aroideae.

## Význam

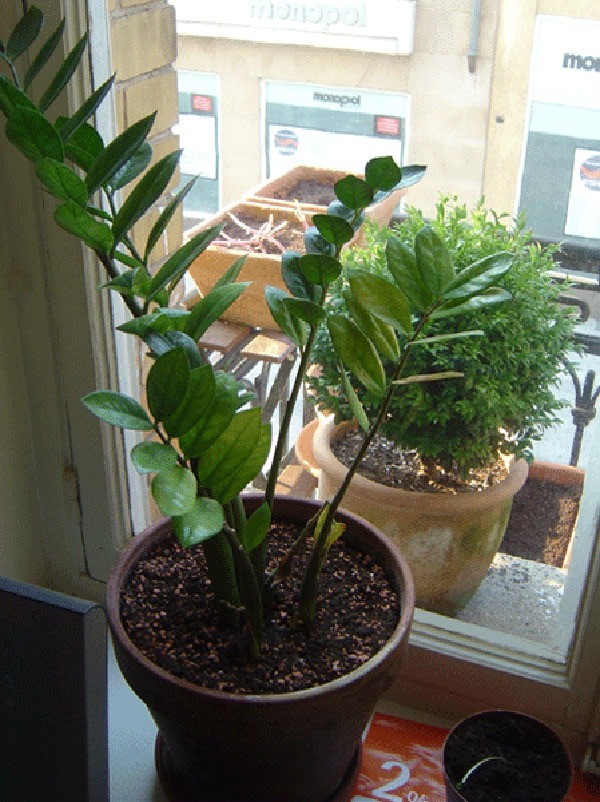
Kulkas jako pokojová rostlina

Kulkas je pěstován jako zajímavě vyhlížející a poměrně nenáročná pokojová rostlina. Jde o poměrně novou pokojovku, která začala být komerčně pěstována a prodávána okolo roku 2000. Často se také pěstuje v halách, obchodních centrech a podobně.
V Malawi a Tanzanii je kulkas využíván v domorodé medicíně. Listy slouží při bolestech v uchu a kožních chorobách. Listy jsou podle některých informací jedovaté pro kozy.

### Čištění vzduchu
Kulkas bývá uváděn jako rostlina se schopností čistit vzduch v uzavřených místnostech. Tyto informace pocházejí ze studií, které v laboratorních podmínkách zkoumaly účinnost rostliny při odstraňování těkavých aromatických uhlovodíků z kontaminovaného ovzduší. Studie, publikovaná v roce 2013, prokázala, že v uzavřeném systému (nádoba o objemu 15,6 l) rostlina skutečně tyto plyny (benzen, toluen, ethylbenzen, xylen) aktivně a účinně absorbuje. K absorpci dochází v denních i nočních hodinách, přičemž asi 3/4 objemu těchto látek je vstřebáváno skrze průduchy a zbytek kutikulou. K úplnému vyčištění vzduchu v systému, který na počátku obsahoval 20 ppm plynného uhlovodíku, došlo v případě benzenu za 12 dní, u xylenu za 14 dní. Příjem prvních tří z uvedených uhlovodíků činil asi 0,9 mmol/m2 listové plochy za 72 hodin (u xylenu byl o něco nižší), a byl účinnější u rostliny s lehkým deficitem zálivky. Ve studii se neprokázal vliv absorbovaných uhlovodíků na rostlinný metabolismus a nedošlo ani ke zpomalení fotosyntézy.

## Pěstování
Rostlina nejlépe prospívá na polostinném stanovišti bez přímého slunce, které může být v domácím prostředí příčinou popálení listů. Vyhovuje mu klasická zemina pro pokojové rostliny. Navzdory sukulentnímu vzhledu je třeba kulkas přiměřeně zalévat. Na suché prostředí reaguje shozením lístků a přechodem do dormantní fáze, přelívání může způsobit hnilobu kořenového systému a odumření rostliny.
Kulkas lze množit výsevem. Semena klíčí již za 7 až 10 dnů. Rostlinu lze snadno rozmnožit vegetativně výsadbou jednotlivých lístků, které snadno opadávají z dužnatého vřetene a na jejich řapíčcích se vytvářejí dceřiné hlízky.